# Festival Alpinale
 (mai 2025).
L' Alpinale est un festival de courts métrages autrichien qui a lieu chaque année au Vorarlberg. De 1985 à 2003 il s'est déroulé à Bludenz et, de 2003 à 2019, à Nenzing. Le festival est de retour à Bludenz pour l'édition 2020,.

## Conception et organisation du programme
Pendant cinq jours consécutifs en août, des courts métrages - si le temps le permet - sont projetés et récompensés d'une Goldenen Einhorn (Licorne d'Or) par le jury dans plusieurs catégories. L'objectif du festival du film est d'attirer et de rassembler dans le Vorarlberg, de nouveaux venus dans le monde du cinéma, qu'ils soient professionnels ou non, de tous les pays, mais principalement d'Europe. le but étant qu'ils établissent des contacts, échangent des opinions, acquièrent de l'expérience, présentent leurs œuvres cinématographiques au public et discutent de leurs films.
Le festival du film est géré en association et organisé par des bénévoles.

## Histoire

Soirée d'ouverture de l'édition 2020 (plein air)

En 1982, le cineaste amateur Otmar Rützler et le journaliste Günther J. Wolf (organisateur du Bludenzer Literaturtage) ont posé la première pierre de l'Alpinale. À ses débuts, de jeunes écrivains et cinéastes amateurs se sont réunis pour un concours organisé conjointement. Des concours pour jeunes et cinéastes amateurs ont eu lieu au cours des deux années suivantes. En 1985, le premier festival international du film pour courts et longs métrages et films amateurs produits par des professionnels s'est tenu à Bludenz sous le nom « Alpinale ».
Le festival était parrainé par la Alpenländische Film- und Autorenakademie, fondée la même année et dont la tâche principale était de réaliser le festival du film Alpinale. Après le retrait de Günther J. Wolf en 1990, l'association s'est réorganisée sous le nom d'Alpinale Vorarlberg.
En 2003, le lieu du festival a déménagé de Bludenz à Nenzing. Le festival devrait revenir à Bludenz en 2020.

## Lauréats
Les lauréats dans les catégories du film pour enfants, du film d'animation, du film universitaire, du film international (jusqu'en 2008 : film professionnel) et du prix du jury (tous les prix du jury) ainsi que du prix du public.

### 2003
| prix                   | Film                          | Réalisateur     | Pays / année |
| ---------------------- | ----------------------------- | --------------- | ------------ |
| Prix du jury           | Opus                          | Frieder Wittich | D 2002       |
| Prix du public         | Talks                         | Mickel Rentsch  | D 2002       |
| Film professionnel     | Der plan des Herrn Thomaschek | Ralf Westhoff   | D 2002       |
| Film universitaire     | Pensée Assise                 | Mathieu Robin   | F 2002       |
| Film d'animation       | Nosferatu Tango               | Zoltán Horváth  | CH 2002      |
| Film pour enfants      | Olsenbande Junior             | Peter Flinth    | DK 2001      |
| Médaille Jean Thevenot | Rio                           | Oliver Bardy    | F 2001       |

### 2004
| prix                   | Film                   | Réalisateur      | Pays / année |
| ---------------------- | ---------------------- | ---------------- | ------------ |
| Prix du jury           | Green Oaks             | Ruxandra Zenide  | D 2002       |
| Prix du public         | The man without a Head | Juan Solanas     | D 2002       |
| Film professionnel     | Passing Hearts         | Johan Brisinger  | D 2002       |
| Film universitaire     | Air Square             | Marcus J. Carney | F 2002       |
| Film d'animation       | Escape                 | John Rice        | CH 2002      |
| Film pour enfants      | Zwei kleine Helden     | Ulf Malmros      | DK 2001      |
| Médaille Jean Thevenot | Liebe auf türkisch     | Özgür Yıldırım   | F 2001       |

### 2005
| prix                   | Film                                     | Réalisateur             | Pays / année     |
| ---------------------- | ---------------------------------------- | ----------------------- | ---------------- |
| Prix du jury           | Stricteterum                             | Didier Fontan           | F 2004           |
| Prix du public         | Agricultural Report                      | Melina Sydney Padua     | F 2004           |
| Film professionnel     | Mort à l'ecran                           | Alexis Ferrebeuf        | F 2005           |
| Film universitaire     | Musca                                    | Ariane Mayer            | D 2005           |
| Film d'animation       | Bonhommes und Lunolin, petit naturaliste | Cecilia Marreiros Marum | B 2003 et B 2004 |
| Film pour enfants      | Der Fakir                                | Peter Flinth            | DK 2004          |
| Médaille Jean Thevenot | Ego Sum Alpha et Omega                   | Jan-Peter Meier         | D 2005           |

### 2006
| prix                   | Film                                      | Réalisateur                                     | Pays / année |
| ---------------------- | ----------------------------------------- | ----------------------------------------------- | ------------ |
| Prix du jury           | Máxime pena                               | Juanjo Giménez                                  | E 2005       |
| Prix du public         | Chinese Take Away                         | Felix Binder                                    | D 2005       |
| Film professionnel     | Le Dossier Satchel                        | Gautier About                                   | F 2005       |
| Film universitaire     | La babysitter                             | Christine Lang                                  | D 2005       |
| Film d'animation       | Kater                                     | Tine Kluth                                      | D 2005       |
| Vorarlberg Shorts      | Die Schatzgräber                          | Simon Adamek, Nadja Greisdorfer, Michael Strobl | A 2005       |
| Film pour enfants      | Pietje Bell et le secret de la main noire | Maria Peters                                    | NL / D 2002  |
| Médaille Jean Thevenot | Goodbye                                   | Steve Hudson                                    | D 2004       |

### 2007
| prix                   | Film                               | Réalisateur                    | Pays / année |
| ---------------------- | ---------------------------------- | ------------------------------ | ------------ |
| Prix du jury           | Milan                              | Michaela Kezele                | S / D 2006   |
| Prix du public         | Das gefrorene Meer                 | Lukas Miko                     | D / A 2007   |
| Film professionnel     | Clases particulares                | Alauda Ruiz de Azúa            | E 2005       |
| Film universitaire     | Milan                              | Michaela Kezele                | S / D 2006   |
| Film d'animation       | Tagebuch einer perfekten Liebe     | Sebastian Peterson             | D 2007       |
| Vorarlberg Shorts      | Die Geschichte von Bernd und Maria | Florian Dünser, Nikolaus Kargl | A 2006/07    |
| Film pour enfants      | Blöde Mütze!                       | Johannes Schmid                | D 2007       |
| Médaille Jean Thevenot | Die Kneipe                         | Gabriel Gauchet, Andrzej Kròl  | D 2006       |

### 2008
| prix                   | Film                                 | Réalisateur                          | Pays / année |
| ---------------------- | ------------------------------------ | ------------------------------------ | ------------ |
| Prix du jury           | La peau dure                         | Jean-Bernard Marlin, Benoit Rambourg | FR 2008      |
| Prix du public         | Spielzeugland                        | Jochen Alexander Freydank            | D 2007       |
| Film professionnel     | Son                                  | Daniel Mulloy                        | UK 2007      |
| Film universitaire     | Graphit auf Leinwand, 1920 × 1080 px | Hanni Welter                         | D 2007       |
| Film d'animation       | What's next?                         | Claudia Röthlin, Adrian Flückiger    | CH 2007      |
| Vorarlberg Shorts      | Pandora                              | Alexander Jenny                      | A 2007       |
| Film pour enfants      | Paulas Geheimnis                     | Gernot Krää                          | D 2006       |
| Médaille Jean Thevenot | Son                                  | Daniel Mulloy                        | UK 2007      |

### 2009
| prix               | Film                                    | Réalisateur                           | Pays / année     |
| ------------------ | --------------------------------------- | ------------------------------------- | ---------------- |
| Prix du jury       | Freies Land                             | Pilote Hannes                         | D 2008           |
| Prix du public     | Edgar                                   | Fabian Busch                          | D 2009           |
| Film international | Pig                                     | Bosiljka Simonovic                    | F 2008           |
| Film universitaire | Bruder, Bruder                          | Lars Kreyßig                          | D 2007           |
| Film d'animation   | ex aequo: Die Seilbahn / Milovan Circus | Claudius Gentinetta / Gerlando Infuso | CH 2008 / B 2008 |
| Vorarlberg Shorts  | Love Affair                             | Christian Bitschnau                   | A 2009           |
| Film pour enfants  | Wo ist Winkys Pferd?                    | Mischa Kamp                           | NL / B 2007      |

### 2010
| prix               | Film                                  | Réalisateur                      | Pays / année |
| ------------------ | ------------------------------------- | -------------------------------- | ------------ |
| Prix du jury       | Echo                                  | Magnus von Horn                  | PL 2009      |
| Prix du public     | Penicillin                            | Mike Viebrock                    | D / GH 2009  |
| Film international | Betty B. & The The's                  | Felix Stienz                     | D 2009       |
| Film universitaire | Uwe + Uwe                             | Lena Liberta                     | D 2009       |
| Film d'animation   | Danny Danny                           | Marek Skrobecki                  | CH / PL 2010 |
| Vorarlberg Shorts  | Carmen                                | Vanessa Graefingholt             | A / D 2009   |
| Film pour enfants  | Kuddelmuddel chez Petterson et Findus | Jürgen Lerdam et Anders Sörensen | SE 2009      |

### 2011
| prix               | Film                  | Réalisateur                                                      | Pays / année |
| ------------------ | --------------------- | ---------------------------------------------------------------- | ------------ |
| Prix du jury       | Morir cada día        | Aitor Echeverría                                                 | E 2010       |
| Prix du public     | Heimatland            | Andrea Schneider, Fabio Friedli, Loretta Arnold, Marius Portmann | CH 2010      |
| Film international | Enfant de yak         | Christophe Boula                                                 | F 2010       |
| Film universitaire | Eisblumen             | Susan Gordanshekan                                               | D 2011       |
| Film d'animation   | Millhaven             | Bartek Kulas                                                     | PL 2010      |
| Vorarlberg Shorts  | Way to School         | Mathias Herbster                                                 | A 2010       |
| Film pour enfants  | Die Stimme des Adlers | René Bo Hansen                                                   | S / D 2009   |

### 2012
| prix               | Film                                          | Réalisateur                      | Pays / année |
| ------------------ | --------------------------------------------- | -------------------------------- | ------------ |
| Prix du jury       | Guang                                         | Quek Shio Chuan                  | MAL 2011     |
| Prix du public     | Mädchenabend                                  | Timo Becker                      | D 2011       |
| Film international | Mon Amoureux                                  | Daniel Metge                     | F 2011       |
| Film universitaire | Hatch                                         | Christoph Kuschnig               | A 2012       |
| Film d'animation   | Edmond était un âne                           | Franck Dion                      | F 2012       |
| Vorarlberg Shorts  | The Dust And The Living One                   | Noemi Preiswerk, Janine Barbisch | A 2011       |
| Film pour enfants  | Das große Rennen – Ein abgefahrenes Abenteuer | André F. Nebe                    | I / D 2008   |

### 2013
| prix               | Film                                               | Réalisateur                         | Pays / année |
| ------------------ | -------------------------------------------------- | ----------------------------------- | ------------ |
| Prix du jury       | Kolona                                             | Ujkan Hysaj                         | KO 2012      |
| Prix du public     | Stufe Drei                                         | Nathan Nill                         | D 2012       |
| Film international | The Mass of Men                                    | Gabriel Gauchet                     | GB 2012      |
| Film universitaire | Fliehkraft                                         | Benjamin Teske                      | D 2012       |
| Film d'animation   | Miniyamba                                          | Luc Perez                           | DK / F 2012  |
| Film d'animation   | Bitseller                                          | Juanma Sanchez Cervantes            | ES 2013      |
| Vorarlberg Shorts  | Improvisation am Vorarlberger Landeskonservatorium | Cornelia Baumgartner, Daniel Mathis | A 2012       |
| Film pour enfants  | Das Geheimnis Des Magiers                          | Joram Lürsen                        | NL 2010      |

### 2014
| prix               | Film              | Réalisateur       | Pays / année    |
| ------------------ | ----------------- | ----------------- | --------------- |
| Prix du jury       | House of Dust     | Jean-Claude Rozec | F 2013          |
| Prix du public     | Nashorn im Galopp | Erik Schmitt      | D 2013          |
| Film international | Penny Dreadful    | Shane Atkinson    | États-Unis 2012 |
| Film universitaire | Breathless        | Johann Dulat      | F 2013          |
| Film d'animation   | Wind              | Robert Löbel      | D 2013          |
| Vorarlberg Shorts  | end.wurf          | Tone Fink         | A 2014          |

### 2015
| prix               | Film                  | Réalisateur          | Pays / année |
| ------------------ | --------------------- | -------------------- | ------------ |
| Prix du jury       | Forever Over          | Erik Schmitt         | D 2014       |
| Prix du public     | Forever Over          | Erik Schmitt         | D 2014       |
| Film international | ANOMALO               | Aitor Gutierrez      | ES 2014      |
| Film universitaire | Faltboote und Heringe | Elena Brotschi       | CH 2014      |
| Film d'animation   | under_construction    | Marcin Wojciechowski | PL 2014      |
| Vorarlberg Shorts  | Welcome to Candyland  | Jakob Kasimir        | A 2015       |

### 2016
| prix               | Film           | Réalisateur       | Pays / année |
| ------------------ | -------------- | ----------------- | ------------ |
| Prix du jury       | Balcony        | Toby Fell-Holden  | GB 2015      |
| Prix du public     | Balcony        | Toby Fell-Holden  | GB 2015      |
| Film international | Die Badewanne  | Tim Ellrich       | A 2015       |
| Film universitaire | [Out of Fra]me | Sophie Linnenbaum | D 2015       |
| Film d'animation   | Dissonance     | Till Nowak        | D 2015       |
| Short Vorarlberg   | Det er her     | Moritz Sonntag    | A / NO 2015  |

### 2017
| prix               | Film                     | Réalisateur            | Pays / année |
| ------------------ | ------------------------ | ---------------------- | ------------ |
| Prix du jury       | Child                    | Iring Freytag          | D 2016       |
| Prix du public     | The Chop                 | Lewis Rose             | GB 2015      |
| Film international | Schroot                  | Anthony Van Roosendael | BEL 2015     |
| Film universitaire | Watu Wote – All of us    | Katja Benrath          | D 2016       |
| Film d'animation   | TIS                      | Chloë Lesueur          | FR 2016      |
| Short Vorarlberg   | Für eine Handvoll Silber | Adrian Vögel           | A 2016       |

### 2018
| prix                       | Film                                                             | Réalisateur                        | Pays / année |
| -------------------------- | ---------------------------------------------------------------- | ---------------------------------- | ------------ |
| Prix du jury,              | Entschuldigung, ich suche den Tischtennisraum und meine Freundin | Bernhard Wenger                    | D / A 2018   |
| Prix du public             | El escarabajo al final de la calle                               | Joan Vives Lozano                  | ES 2017      |
| Film international         | Maneki Neko                                                      | Manolis Mavris                     | GR 2017      |
| Film universitaire         | All the tired horses                                             | Sebastian Mayr (Filmakademie Wien) | A 2017       |
| Film d'animation           | Catherine                                                        | Britt Raes                         | BE 2016      |
| Vorarlberg Shorts          | Metastaaten                                                      | Felix Kalaivanan                   | A 2018       |
| Court métrage pour enfants | Halim                                                            | Werner Fiedler                     | A 2017       |

### 2019
| prix                       | Film                                  | Réalisateur      | Pays / année |
| -------------------------- | ------------------------------------- | ---------------- | ------------ |
| Prix du jury               | Portrait of my family in my 13th year | Omi Dekel-Kadosh | IS 2017      |
| Prix du public             | Die Schwingen des Geistes             | Albert Meisl     | A 2018       |
| Film international         | Hörst du, Mutter?                     | Tuna Kaptan      | A/T 2019     |
| Film d'animation           | Inanimate                             | Lucia Bulgheroni | GB 2018      |
| Vorarlberg Shorts          | 1 + 1 = 1                             | Rupert Höller    | A 2019       |
| Court métrage pour enfants | Ant                                   | Julia Ocker      | D 2018       |
| Meilleur court métrage     | Shabbos Kallah                        | Aleena Chanowitz | IS 2017      |
| Mention spéciale           | Der Hund bellt                        | Stefan Polasek   | A 2018       |
| Film d'horreur             | Point of View                         | Justin Harding   | CA 2015      |

## Voir également
- Les festivals du film en Autriche (en allemand) : Filmfestivals in Österreich

## liens web
- Site officiel d'Alpinale